# سوار کارن
سوار کارن یکی از فرماندهان نظامی ایرانی در زمان حکومت شاهنشاه حمله اعراب به ایران بود. او در کنار برزین شاه در نیشابور علیه عبدالله بن عامر شورش کرد. عبدالله با کمک کنادبک به نیشاپور حمله کرد و این دو شورشی را شکست داد.